# Anurostreptus pulvillatus
Anurostreptus pulvillatus är en mångfotingart som beskrevs av Carl Graf Attems. Anurostreptus pulvillatus ingår i släktet Anurostreptus och familjen Harpagophoridae. Inga underarter finns listade i Catalogue of Life.